# Экостров (остров)
Э́костров — остров в Экостровской Имандре. Лежит на 1,7 км южнее Экостровского пролива, и на километр севернее островов Кумужий и Кау-Сау.
Остров является частью муниципального округа город Апатиты Мурманской области.